# Moravka
Moravka (bulgariska: Моравка) är ett distrikt i Bulgarien.   Det ligger i kommunen Obsjtina Antonovo och regionen Tărgovisjte, i den centrala delen av landet, 250 km öster om huvudstaden Sofia.